# Rio de Cabreiro
O rio de Cabreiro é uma rio de Portugal afluente do rio Vez.
Pertence à bacia hidrográfica do rio Lima e à região hidrográfica do Minho e Lima.
Tem um comprimento aproximado de 13,8 km e uma área de bacia de aproximadamente 34,8 km².

## Pontes sobre o rio Cabreiro
Sobre o rio Cabreiro podemos encontrar várias pontes, algumas com importância histórica, das quais se destaca:

### Ponte de Cabreiro
A ponte de Cabreiro, nos lugares de Sobreira e Igreja, na freguesia de Cabreiro, Arcos de Valdevez, foi classificada como monumento de interesse público em 17 de outubro de 2023.
Como “elementos de particular interesse” a “monumental inscrição, em carateres góticos, patente no intradorso de um dos arcos, que remete a construção para Afonso Anes, abade de Cabreiro e criado de D. Leonel de Lima, fidalgo minhoto de ascendência galega, primeiro visconde do reino de Portugal, primeiro alcaide-mor do castelo de Ponte de Lima, e senhor de Arcos de Valdevez”.
Acessível por empedrado, a ponte, em granito da região, apresenta dois arcos desiguais, sendo um, maior, de volta perfeita, e o outro, menor, de forma ogival, encaixado na metade do tabuleiro que desce até à margem direita, de forma a vencer o acentuado desnível dos terrenos.
A ponte tem pegão central de secção quadrangular, com talhamar de secção triangular a montante e talhante de planimetria retangular a jusante.
À inscrição gótica, situada no arranque do arco menor, junta-se uma segunda, numa aduela, com texto quase idêntico, que permite datar a construção original de 1462. Existem, igualmente, indícios de uma segunda campanha de obras, da Época Moderna, da qual poderá ter resultado a feição distinta do arco redondo.